# Marciana (Itàlia)
Marciana és un comune (municipi) de la província de Liorna, a la regió italiana de la Toscana, situat a l'oest de l'illa d'Elba. A 1 de gener de 2019 la seva població era de 2.122 habitants.
Marciana limita amb els següents municipis: Campo nell'Elba, Marciana Marina i Portoferraio.